# Turó de la Perdiu
El Turó de la Perdiu és una muntanya de 1.733 metres que es troba al municipi d'Alp, a la comarca de la Baixa Cerdanya.